# Климент Хераклейски
Климент (на македонска литературна норма: Климент) е духовник на Македонската православна църква, хераклейски епископ, викарий на Преспанско-Пелагонийската митрополия от 2005 година.

## Биография
Роден е в Скопие в 1972 г. със светското име Горан Божиновски (Горан Божиновски). Завършва средно икономическо училище, а по-късно и литература и богословие в Скопския универститет. В 1993 година заминава за манастира Григорият на Света гора, където се замонашва под името Климент. Две години по-късно се връща в Република Македония и се включва в процеса на възстановяване на монашеството в страната. В 1995 година става йеродякон в Румъния, в резиденциалния манастир на епископ Калиник. В 1996 година митрополит Петър Преспанско-Пелагонийски го ръкополага за йеромонах, а в същата година митрополит Наум Струмишки го произвежда в игумен и архимандрит. От 1997 година е духовен отец на Зързенския манастир „Свето Преображение Господне“ и на женския Варошки манастир „Свети Архангел Михаил“. От май 2004 г. е изпълняващ длъжността старейшина на манастира Трескавец. В 2005 година е на постдипломна квалификация в катедрата за класически изследвания на Философския факултет в Скопие. На 22 април 2005 година е избран за хераклейски епископ със седалище в Зързенския манастир. Климент е секретар на Светия синод на МПЦ.